# Suncus lixus
Suncus lixus es una especie de mamífero de la familia Soricidae endémica de África. Se encuentra en Angola, Botsuana, República Democrática del Congo, Kenia, Malaui, Namibia, Tanzania, Zambia y Zimbabue. Sus hábitats naturales son las zonas tropicales o subtropicales, de bosques y sabanas áridos.